# Bruno Zuculini
Bruno Zuculini (ur. 2 kwietnia 1993 w Belén de Escobar) – argentyński piłkarz występujący na pozycji defensywnego lub środkowego pomocnika we argentyńskim klubie Racing Club de Avellaneda. 

## Życiorys
Były reprezentant Argentyny do lat 20. Młodszy brat Franco Zuculiniego. Posiada także obywatelstwo włoskie.

## Statystyki kariery
(aktualne na dzień 11 marca 2016)
| Klub                 | Sezon   | Liga               | Liga  | Liga   | Puchar krajowe | Puchar krajowe | Puchar kontynentalne | Puchar kontynentalne | Suma  | Suma   |
| Klub                 | Sezon   | Liga               | Mecze | Bramki | Mecze          | Bramki         | Mecze                | Bramki               | Mecze | Bramki |
| -------------------- | ------- | ------------------ | ----- | ------ | -------------- | -------------- | -------------------- | -------------------- | ----- | ------ |
| Racing Club          | 2009/10 | Primera División   | 7     | 0      | –              | –              | –                    | –                    | 7     | 0      |
| Racing Club          | 2010/11 | Primera División   | 12    | 0      | –              | –              | –                    | –                    | 12    | 0      |
| Racing Club          | 2011/12 | Primera División   | 15    | 1      | 4              | 0              | –                    | –                    | 19    | 1      |
| Racing Club          | 2012/13 | Primera División   | 32    | 5      | 0              | 0              | 2                    | 0                    | 34    | 5      |
| Racing Club          | 2013/14 | Primera División   | 26    | 4      | 0              | 0              | 2                    | 0                    | 28    | 4      |
| Manchester City      | 2014/15 | Premier League     | 0     | 0      | 1              | 0              | 0                    | 0                    | 1     | 0      |
| Valencia CF (wyp.)   | 2014/15 | Primera División   | 1     | 0      | 0              | 0              | 0                    | 0                    | 1     | 0      |
| Córdoba CF (wyp.)    | 2014/15 | Primera División   | 8     | 0      | 0              | 0              | –                    | –                    | 8     | 0      |
| Manchester City      | 2015/16 | Premier League     | 0     | 0      | 0              | 0              | 0                    | 0                    | 0     | 0      |
| Middlesbrough (wyp.) | 2015/16 | Championship       | 5     | 0      | 0              | 0              | –                    | –                    | 5     | 0      |
| AEK Ateny (wyp.)     | 2015/16 | Superleague Ellada | 2     | 0      | 0              | 0              | –                    | –                    | 2     | 0      |
| Ogólnie              | Ogólnie | Ogólnie            | 108   | 10     | 5              | 0              | 4                    | 0                    | 117   | 10     |